# Internationalistische Kommunistische Partei
Die Internationalistische Kommunistische Partei (Partito Comunista Internazionalista, „PCInt“) wurde 1943 in Italien gegründet, nach eigenen Angaben „zum Zwecke der Wiederaufnahme des Weges des revolutionären Kommunismus“. Damals hatte sie sich sowohl gegen die Mussolini-Diktatur als auch gegen die stalinistische Kommunistische Partei Italiens (KPI) gewandt. Man erwartete nach dem Zweiten Weltkrieg eine revolutionäre Welle analog zu den Ereignissen 1917/1918 (u. a. Oktoberrevolution).
1952 kam es zur Spaltung in einen Flügel des Gründers der KPI, Amadeo Bordiga und einen weiteren um Onorato Damen, den eigentlichen Gründer der PCInt. Der Flügel um Bordiga nannte sich seit 1961 Partito Comunista Internazionale, also „Internationale Kommunistische Partei“ (IKP). Nach dem Tod Amadeo Bordigas spaltete sich die IKP in mehrere Gruppen (1972, 1981).
Seit 1983 gehört die Partito Comunista Internazionalista dem internationalen Zusammenschluss »de Internationalistische Kommunistische Tendenz« an – neben Gruppen aus Groß Britannien, Deutschland und einigen anderen Ländern.